# Gložan
Gložan (eslovaco: Hložany; serbocroata cirílico: Гложан; húngaro: Dunagálos) es un pueblo de Serbia perteneciente al municipio de Bački Petrovac en el distrito de Bačka del Sur de la provincia autónoma de Voivodina.
En 2011 tenía 2002 habitantes. Casi todos los habitantes son étnicamente eslovacos, quienes conviven con una pequeña minoría de serbios.
Se conoce la existencia del lugar desde los siglos XVII-XVIII, cuando era una pequeña aldea habitada por serbios. A partir de 1745, el Imperio Habsburgo desarrolló el actual pueblo de Gložan mediante la llegada de colonos eslovacos, coincidiendo con el asentamiento de eslovacos en Bački Petrovac.
Se ubica cerca de la orilla septentrional del Danubio, unos 5 km al sur de Bački Petrovac. sobre la carretera 12 que une Bačka Palanka con Novi Sad. El casco urbano de Gložan está casi unido al de Čelarevo, considerado un pueblo diferente por ser de mayoría étnica serbia.